# Symphyglossum
Symphyglossum é um género botânico pertencente à família das orquídeas (Orchidaceae).

## Espécies
- Symphyglossum bowmannii
- Symphyglossum bowmanni
- Symphyglossum distans
- Symphyglossum ecuadorense
- Symphyglossum sanguineum
- Symphyglossum strictum
- Symphyglossum umbrosum